# TVT Records
TVT Records (do roku 1986 TeeVee Toons) bylo americké hudební vydavatelství. Založil jej v roce 1985 Steve Gottlieb. Prvním albem, které společnost vydala, byla kompilace Television's Greatest Hits. Později společnost začala vydávat nahrávky kapel jako Nine Inch Nails, Guided by Voices, The Brian Jonestown Massacre a Rise Robots Rise. V roce 2000 vydavatelství dalo celý svůj katalog k dispozici na internet. V roce 2007 společnost prohrála v soudním sporu s vydavatelstvím Slip-n-Slide Records 9 milionů dolarů, což ji uvrhlo do problémů. Ve sporu šlo o nevydané album rappera Pitbulla. V roce 2008 vydavatelství TVT Records zbankrotovalo. V době krachu mělo vyjít již hotové nové album skupiny Ambulance LTD, které však právě kvůli krachu nevyšlo. Vydavatelství mělo rovněž dceřinou společnost nazvanou TVT Soundtrax, která se specializovala na vydávání filmových soundtracků.